# Lista de catedrais do Brasil
Esta é a lista de catedrais do Brasil, entendido o conceito de catedral como templo católico que é a cadeira (cátedra) do bispo ou arcebispo, responsável pelo território da diocese ou arquidiocese.

## Observações
- As regiões, os estados e os municípios estão organizados em ordem alfabética dentro dos respectivos grupamentos;
- As capitais estaduais estão com o nome destacado em negrito;
- As concatedrais (igrejas em outro município que compartilham a função de catedral com a catedral oficial da diocese ou arquidiocese) são colocadas no mesmo campo que a catedral, uma vez que pertencem à mesma estrutura eclesiástica.

## Região Centro-Oeste

### Distrito Federal
| Imagem | Cidade   | Nome                                                     | Dedicação               | Basílica | Construção | Construção | Inauguração | Estilo dominante | Diocese                       | Ref.        |
| Imagem | Cidade   | Nome                                                     | Dedicação               | Basílica | Início     | Final      | Inauguração | Estilo dominante | Diocese                       | Ref.        |
| ------ | -------- | -------------------------------------------------------- | ----------------------- | -------- | ---------- | ---------- | ----------- | ---------------- | ----------------------------- | ----------- |
|        | Brasília | Catedral Metropolitana Nossa Senhora Aparecida           | Nossa Senhora Aparecida | Não      | 1958       | 1970       | 1970        | modernismo       | Arquidiocese de Brasília      | [ 2 ] [ 3 ] |
|        | Brasília | Catedral Militar Santa Maria dos Militares Rainha da Paz | Rainha da Paz           | Não      | 1991       | 1994       | 1994        | modernismo       | Ordinariado Militar do Brasil | [ 4 ]       |

### Goiás
| Imagem | Cidade                   | Nome                                                                              | Dedicação                                                    | Basílica | Construção | Construção | Inauguração | Estilo dominante | Diocese                             | Ref.          |
| Imagem | Cidade                   | Nome                                                                              | Dedicação                                                    | Basílica | Início     | Final      | Inauguração | Estilo dominante | Diocese                             | Ref.          |
| ------ | ------------------------ | --------------------------------------------------------------------------------- | ------------------------------------------------------------ | -------- | ---------- | ---------- | ----------- | ---------------- | ----------------------------------- | ------------- |
|        | Goiânia                  | Catedral Metropolitana Nossa Senhora Auxiliadora                                  | Nossa Senhora Auxiliadora                                    | Não      | 1947       | 1956       | 1956        | eclético         | Arquidiocese de Goiânia             | [ 5 ] [ 6 ]   |
|        | Jataí                    | Catedral Divino Espírito Santo                                                    | Divino Espírito Santo                                        | Não      | 1984       |            |             | contemporâneo    | Diocese de Jataí                    | [ 7 ]         |
|        | Formosa                  | Catedral Nossa Senhora da Imaculada Conceição                                     | Nossa Senhora da Imaculada Conceição                         | Não      |            |            |             |                  | Diocese de Formosa                  | [ 8 ]         |
|        | Luziânia                 | Catedral Nossa Senhora da Evangelização                                           | Nossa Senhora da Evangelização                               | Não      |            |            |             |                  | Diocese de Luziânia                 | [ 9 ]         |
|        | Uruaçu                   | Catedral do Imaculado Coração de Maria                                            | Imaculado Coração de Maria                                   | Não      |            |            |             |                  | Diocese de Uruaçu                   | [ 10 ]        |
|        | Anápolis                 | Catedral Senhor Bom Jesus                                                         | Senhor Bom Jesus                                             | Não      |            |            |             |                  | Diocese de Anápolis                 | [ 11 ]        |
|        | Goiás                    | Catedral Sant’Ana                                                                 | Santa Ana                                                    | Não      |            |            |             |                  | Diocese de Goiás                    | [ 12 ]        |
|        | Ipameri                  | Catedral Divino Espírito Santo                                                    | Divino Espírito Santo                                        | Não      |            |            |             |                  | Diocese de Ipameri                  | [ 13 ]        |
|        | Itumbiara                | Catedral Santa Rita de Cássia                                                     | Santa Rita de Cássia                                         | Não      |            |            |             |                  | Diocese de Itumbiara                | [ 14 ]        |
| --     | Rubiataba --Mozarlândia  | Catedral Nossa Senhora da Glória -- Concatedral Nossa Senhora do Perpétuo Socorro | Nossa Senhora da Glória -- Nossa Senhora do Perpétuo Socorro | --       |            |            |             |                  | Diocese de Rubiataba-Mozarlândia    | [ 15 ] [ 16 ] |
|        | São Luís de Montes Belos | Catedral São Luís Gonzaga                                                         | São Luís Gonzaga                                             | Não      |            |            |             |                  | Diocese de São Luís de Montes Belos | [ 17 ]        |

### Mato Grosso
| Imagem | Cidade                            | Nome                                                       | Dedicação                             | Basílica | Construção | Construção | Inauguração | Estilo dominante | Diocese                                   | Ref.          |
| Imagem | Cidade                            | Nome                                                       | Dedicação                             | Basílica | Início     | Final      | Inauguração | Estilo dominante | Diocese                                   | Ref.          |
| ------ | --------------------------------- | ---------------------------------------------------------- | ------------------------------------- | -------- | ---------- | ---------- | ----------- | ---------------- | ----------------------------------------- | ------------- |
|        | Cuiabá                            | Catedral Metropolitana Basílica do Senhor Bom Jesus        | Senhor Bom Jesus                      | Sim      | 1968       | 1973       | 1973        | moderno          | Arquidiocese de Cuiabá                    | [ 18 ]        |
|        | Barra do Garças                   | Catedral Nossa Senhora da Guia                             | Nossa Senhora da Guia                 | Não      |            |            |             |                  | Diocese de Barra do Garças                | [ 19 ]        |
|        | Diamantino                        | Catedral Imaculada Conceição                               | Imaculada Conceição                   | Não      |            |            |             |                  | Diocese de Diamantino                     | [ 20 ]        |
|        | Juína                             | Catedral Sagrado Coração de Jesus                          | Sagrado Coração de Jesus              | Não      |            |            |             |                  | Diocese de Juína                          | [ 21 ]        |
| -      | Primavera do Leste -- Paranatinga | Catedral São Cristóvão -- Co-Catedral São Francisco Xavier | São Cristóvão -- São Francisco Xavier | --       |            |            |             |                  | Diocese de Primavera do Leste-Paranatinga | [ 22 ] [ 23 ] |
| -      | Rondonópolis -- Guiratinga        | Catedral Santa Cruz -- Co-Catedral São João Batista        | Santa Cruz -- São João Batista        | Não      |            |            |             |                  | Diocese de Rondonópolis-Guiratinga        | [ 24 ] [ 25 ] |
|        | Cáceres                           | Catedral São Luiz de França                                | São Luís de França                    | Não      |            |            |             |                  | Diocese de São Luiz de Cáceres            | [ 26 ]        |
|        | Sinop                             | Catedral Sagrado Coração de Jesus                          | Sagrado Coração de Jesus              | Não      |            |            |             |                  | Diocese de Sinop                          | [ 27 ]        |
|        | São Félix do Araguaia             | Catedral Prelatícia Nossa Senhora da Assunção              | Nossa Senhora da Assunção             | Não      |            |            |             |                  | Prelazia de São Félix                     | [ 28 ]        |

### Mato Grosso do Sul
| Imagem | Cidade       | Nome                                                           | Dedicação                               | Basílica | Construção | Construção | Inauguração | Estilo dominante | Diocese                      | Ref.          |
| Imagem | Cidade       | Nome                                                           | Dedicação                               | Basílica | Início     | Final      | Inauguração | Estilo dominante | Diocese                      | Ref.          |
| ------ | ------------ | -------------------------------------------------------------- | --------------------------------------- | -------- | ---------- | ---------- | ----------- | ---------------- | ---------------------------- | ------------- |
|        | Campo Grande | Catedral Metropolitana Nossa Senhora da Abadia e Santo Antônio | Nossa Senhora da Abadia e Santo Antônio | Não      | 1977       | 1991       | 1991        | contemporâneo    | Arquidiocese de Campo Grande | [ 29 ]        |
|        | Corumbá      | Catedral Nossa Senhora da Candelária                           | Nossa Senhora da Candelária             | Não      | 1872       | 1872       | 1872        |                  | Diocese de Corumbá           | [ 30 ] [ 31 ] |
|        | Dourados     | Catedral Nossa Senhora da Conceição                            | Nossa Senhora da Conceição              | Não      |            |            |             |                  | Diocese de Dourados          | [ 32 ]        |
|        | Três Lagoas  | Catedral do Sagrado Coração de Jesus                           | Sagrado Coração de Jesus                | Não      |            |            |             |                  | Diocese de Três Lagoas       | [ 33 ]        |
|        | Jardim       | Catedral Nossa Senhora de Fátima                               | Nossa Senhora de Fátima                 | Não      |            |            |             | contemporâneo    | Diocese de Jardim            | [ 34 ]        |
|        | Coxim        | Catedral São José                                              | São José                                | Não      |            |            |             |                  | Diocese de Coxim             | [ 35 ]        |
|        | Naviraí      | Catedral Nossa Senhora de Fátima                               | Nossa Senhora de Fátima                 | Não      |            | 1975       | 1975        | contemporâneo    | Diocese de Naviraí           | [ 36 ]        |

## Região Nordeste

### Alagoas
| Imagem | Cidade              | Nome                                                                                         | Dedicação                                                | Basílica | Construção | Construção | Inauguração | Estilo dominante | Diocese                        | Ref.          |
| Imagem | Cidade              | Nome                                                                                         | Dedicação                                                | Basílica | Início     | Final      | Inauguração | Estilo dominante | Diocese                        | Ref.          |
| ------ | ------------------- | -------------------------------------------------------------------------------------------- | -------------------------------------------------------- | -------- | ---------- | ---------- | ----------- | ---------------- | ------------------------------ | ------------- |
|        | Maceió              | Catedral Metropolitana Nossa Senhora dos Prazeres                                            | Nossa Senhora dos Prazeres                               | Não      | 1850       | 1859       | 1859        | neoclássico      | Arquidiocese de Maceió         | [ 37 ] [ 38 ] |
| —      | Penedo —Arapiraca   | Catedral Nossa Senhora do Rosário das Vitórias —Concatedral de Nossa Senhora do Bom Conselho | Nossa Senhora do Rosário — Nossa Senhora do Bom Conselho | -        |            |            |             |                  | Diocese de Penedo              | [ 39 ] [ 40 ] |
|        | Palmeira dos Índios | Catedral Nossa Senhora do Amparo                                                             | Nossa Senhora do Amparo                                  | Não      |            |            |             |                  | Diocese de Palmeira dos Índios | [ 41 ]        |

### Bahia
| Imagem | Cidade                      | Nome                                               | Dedicação                   | Basílica | Construção      | Construção | Inauguração | Estilo dominante | Diocese                                | Ref.          |
| Imagem | Cidade                      | Nome                                               | Dedicação                   | Basílica | Início          | Final      | Inauguração | Estilo dominante | Diocese                                | Ref.          |
| ------ | --------------------------- | -------------------------------------------------- | --------------------------- | -------- | --------------- | ---------- | ----------- | ---------------- | -------------------------------------- | ------------- |
|        | Feira de Santana            | Catedral Metropolitana Senhora Sant’Ana            | Santa Ana                   | Não      |                 |            |             |                  | Arquidiocese de Feira de Santana       | [ 42 ] [ 43 ] |
|        | Bonfim                      | Catedral Senhor do Bonfim                          | Senhor do Bonfim            | Não      |                 |            |             |                  | Diocese de Bonfim                      | [ 44 ]        |
|        | Barreiras                   | Catedral São João Batista                          | São João Batista            | Não      |                 |            |             |                  | Diocese de Barreiras                   | [ 45 ]        |
|        | Ruy Barbosa                 | Catedral Santo Antônio                             | Santo Antônio               | Não      |                 |            |             |                  | Diocese de Ruy Barbosa                 | [ 46 ]        |
|        | Barra                       | Catedral São Francisco das Chagas                  | São Francisco das Chagas    | Não      |                 |            |             |                  | Diocese de Barra                       | [ 47 ]        |
|        | Paulo Afonso                | Catedral Nossa Senhora de Fátima                   | Nossa Senhora de Fátima     | Não      |                 |            |             |                  | Diocese de Paulo Afonso                | [ 48 ]        |
|        | Irecê                       | Catedral do Bom Pastor                             | Bom Pastor                  | Não      |                 |            |             |                  | Diocese de Irecê                       | [ 49 ]        |
|        | Juazeiro                    | Catedral Nossa Senhora das Grotas                  | Nossa Senhora das Grotas    | Não      |                 |            |             |                  | Diocese de Juazeiro                    | [ 50 ]        |
|        | Serrinha                    | Catedral de Senhora Sant’Ana                       | Santa Ana                   | Não      |                 |            |             |                  | Diocese de Serrinha                    | [ 51 ]        |
|        | Salvador                    | Catedral Basílica Primacial do Santíssimo Salvador | São Salvador                | Sim      | 1657            | 1746       | 1672        | maneirista       | Arquidiocese de São Salvador da Bahia  | [ 52 ] [ 53 ] |
|        | Vitória da Conquista        | Catedral Metropolitana Nossa Senhora das Vitórias  | Nossa Senhora das Vitórias  | Não      | 1932            | 1944       | 1948        | neogótico        | Arquidiocese de Vitória da Conquista   | [ 54 ] [ 55 ] |
|        | Jequié                      | Catedral Santo Antônio de Pádua                    | Santo Antônio de Pádua      | Não      |                 |            |             |                  | Diocese de Jequié                      | [ 56 ]        |
|        | Bom Jesus da Lapa           | Catedral de Nossa Senhora do Carmo                 | Nossa Senhora do Carmo      | Não      | (em construção) |            |             |                  | Diocese de Bom Jesus da Lapa           | [ 57 ]        |
|        | Caetité                     | Catedral Senhora Sant’Ana                          | Santa Ana                   | Não      |                 |            |             |                  | Diocese de Caetité                     | [ 58 ]        |
|        | Livramento de Nossa Senhora | Catedral Nossa Senhora do Livramento               | Nossa Senhora do Livramento | Não      |                 |            |             |                  | Diocese de Livramento de Nossa Senhora | [ 59 ]        |

### Ceará
| Imagem | Cidade            | Nome                                             | Dedicação                            | Basílica | Construção | Construção | Inauguração | Estilo dominante | Diocese                      | Ref.          |
| Imagem | Cidade            | Nome                                             | Dedicação                            | Basílica | Início     | Final      | Inauguração | Estilo dominante | Diocese                      | Ref.          |
| ------ | ----------------- | ------------------------------------------------ | ------------------------------------ | -------- | ---------- | ---------- | ----------- | ---------------- | ---------------------------- | ------------- |
|        | Crato             | Catedral Nossa Senhora da Penha                  | Nossa Senhora da Penha               | Não      | 1745       | 1817       | 1817        |                  | Diocese do Crato             | [ 60 ] [ 61 ] |
|        | Fortaleza         | Catedral Metropolitana São José                  | São José                             | Não      | 1939       | 1978       | 1978        | Neogótico        | Arquidiocese de Fortaleza    | [ 62 ] [ 63 ] |
|        | Sobral            | Catedral Nossa Senhora da Conceição              | Nossa Senhora da Conceição           | Não      | 1778       | 1856       | 1781        | Rococó           | Diocese de Sobral            | [ 64 ] [ 65 ] |
|        | Tianguá           | Catedral Sant'Ana                                | Santa Ana                            | Não      | 1937       | 1966       |             |                  | Diocese de Tianguá           | [ 66 ]        |
|        | Quixadá           | Catedral de Jesus, Maria e José                  | Sagrada Família                      | Não      | 1934       | 1966       | 1944        |                  | Diocese de Quixadá           | [ 67 ]        |
|        | Limoeiro do Norte | Catedral de Nossa Senhora da Imaculada Conceição | Nossa Senhora da Imaculada Conceição | Não      | 1818       | 1845       |             |                  | Diocese de Limoeiro do Norte | [ 68 ]        |
|        | Itapipoca         | Catedral Nossa Senhora das Mercês                | Nossa Senhora das Mercês             | Não      | 1881       | 1887       |             | Barroco          | Diocese de Itapipoca         | [ 69 ]        |
|        | Crateús           | Catedral Senhor do Bonfim                        | Senhor do Bonfim                     | Não      | 1792       | 1834       |             |                  | Diocese de Crateús           | [ 70 ]        |
|        | Iguatu            | Catedral de São José                             | São José                             | Não      | 2000       | 2006       | 2006        | Contemporâneo    | Diocese de Iguatu            | [ 71 ]        |

### Maranhão
| Imagem | Cidade     | Nome                                            | Dedicação                  | Basílica | Construção | Construção | Inauguração | Estilo dominante | Diocese                              | Ref.          |
| Imagem | Cidade     | Nome                                            | Dedicação                  | Basílica | Início     | Final      | Inauguração | Estilo dominante | Diocese                              | Ref.          |
| ------ | ---------- | ----------------------------------------------- | -------------------------- | -------- | ---------- | ---------- | ----------- | ---------------- | ------------------------------------ | ------------- |
|        | Bacabal    | Catedral Santa Teresinha                        | Santa Teresinha            | Não      |            |            |             |                  | Diocese de Bacabal                   | [ 72 ] [ 73 ] |
|        | Balsas     | Catedral Sagrado Coração de Jesus               | Sagrado Coração de Jesus   | Não      |            |            |             |                  | Diocese de Balsas                    | [ 74 ]        |
|        | Brejo      | Catedral Nossa Senhora da Conceição             | Nossa Senhora da Conceição | Não      |            |            |             |                  | Diocese de Brejo                     | [ 75 ]        |
|        | Carolina   | Catedral São Pedro de Alcântara                 | São Pedro de Alcântara     | Não      |            |            |             |                  | Diocese de Carolina                  | [ 76 ]        |
|        | Caxias     | Catedral de Nossa Senhora dos Remédios          | Nossa Senhora dos Remédios | Não      |            |            |             |                  | Diocese de Caxias do Maranhão        | [ 77 ] [ 78 ] |
|        | Coroatá    | Catedral Nossa Senhora da Piedade               | Nossa Senhora da Piedade   | Não      |            |            |             |                  | Diocese de Coroatá                   | [ 79 ]        |
|        | Grajaú     | Catedral Senhor do Bonfim                       | Nosso Senhor do Bonfim     | Não      |            |            |             |                  | Diocese de Grajaú                    | [ 80 ]        |
|        | Imperatriz | Catedral Nossa Senhora de Fátima                | Nossa Senhora de Fátima    | Não      |            |            |             |                  | Diocese de Imperatriz                | [ 81 ]        |
|        | Pinheiro   | Catedral Santo Inácio de Loyola                 | Santo Inácio de Loyola     | Não      |            |            |             |                  | Diocese de Pinheiro                  | [ 82 ]        |
|        | São Luís   | Catedral Metropolitana Nossa Senhora da Vitória | Nossa Senhora da Vitória   | Não      | 1621       |            | 1699        | maneirista       | Arquidiocese de São Luís do Maranhão | [ 83 ] [ 84 ] |
|        | Viana      | Catedral Nossa Senhora da Conceição             | Nossa Senhora da Conceição | Não      |            |            |             |                  | Diocese de Viana                     | [ 85 ]        |
|        | Zé Doca    | Catedral Santo Antônio                          | Santo Antõnio              | Não      |            |            |             |                  | Diocese de Zé Doca                   | [ 86 ]        |

### Paraíba
| Imagem | Cidade         | Nome                                                    | Dedicação                  | Basílica | Construção | Construção | Inauguração | Estilo dominante | Diocese                   | Ref.          |
| Imagem | Cidade         | Nome                                                    | Dedicação                  | Basílica | Início     | Final      | Inauguração | Estilo dominante | Diocese                   | Ref.          |
| ------ | -------------- | ------------------------------------------------------- | -------------------------- | -------- | ---------- | ---------- | ----------- | ---------------- | ------------------------- | ------------- |
|        | João Pessoa    | Catedral Basílica Metropolitana Nossa Senhora das Neves | Nossa Senhora das Neves    | Sim      | 1881       | 1894       | 1894        | eclético         | Arquidiocese da Paraíba   | [ 87 ] [ 88 ] |
|        | Guarabira      | Catedral Nossa Senhora da Luz                           | Nossa Senhora da Luz       | Não      | 1857       | 1884       | 1884        |                  | Diocese de Guarabira      | [ 89 ] [ 90 ] |
|        | Campina Grande | Catedral Nossa Senhora da Conceição                     | Nossa Senhora da Conceição | Não      |            |            |             |                  | Diocese de Campina Grande | [ 91 ]        |
|        | Patos          | Catedral Nossa Senhora da Guia                          | Nossa Senhora da Guia      | Não      |            |            |             |                  | Diocese de Patos          | [ 92 ]        |
|        | Cajazeiras     | Catedral Nossa Senhora da Piedade                       | Nossa Senhora da Piedade   | Não      |            |            |             |                  | Diocese de Cajazeiras     | [ 93 ]        |

### Pernambuco
| Imagem | Cidade                | Nome                                           | Dedicação                     | Basílica | Construção | Construção | Inauguração | Estilo dominante | Diocese                          | Ref.            |
| Imagem | Cidade                | Nome                                           | Dedicação                     | Basílica | Início     | Final      | Inauguração | Estilo dominante | Diocese                          | Ref.            |
| ------ | --------------------- | ---------------------------------------------- | ----------------------------- | -------- | ---------- | ---------- | ----------- | ---------------- | -------------------------------- | --------------- |
|        | Olinda                | Catedral Metropolitana São Salvador do Mundo   | São Salvador do Mundo         | Não      | 1537       | 1654       | 1540        | maneirista       | Arquidiocese de Olinda e Recife  | [ 94 ] [ 95 ]   |
|        | Recife                | Co-Catedral São Pedro dos Clérigos             | São Pedro dos Clérigos        | Não      | 1728       | 1782       | 1782        | barroco          | Arquidiocese de Olinda e Recife  | [ 96 ] [ 97 ]   |
|        | Afogados da Ingazeira | Catedral Senhor Bom Jesus dos Remédios         | Senhor Bom Jesus dos Remédios | Não      |            |            |             |                  | Diocese de Afogados da Ingazeira | [ 98 ]          |
|        | Caruaru               | Catedral Nossa Senhora das Dores               | Nossa Senhora das Dores       | Não      |            |            |             |                  | Diocese de Caruaru               | [ 99 ]          |
|        | Floresta              | Catedral Senhor Bom Jesus dos Aflitos          | Bom Jesus dos Aflitos         | Não      |            |            |             |                  | Diocese de Floresta              | [ 100 ]         |
|        | Garanhuns             | Catedral Santo Antônio                         | Santo Antônio                 | Não      |            |            |             |                  | Diocese de Garanhuns             | [ 101 ]         |
|        | Nazaré da Mata        | Catedral Nossa Senhora da Conceição            | Nossa Senhora da Conceição    | Não      |            |            |             |                  | Diocese de Nazaré                | [ 102 ]         |
|        | Palmares              | Catedral Nossa Senhora da Conceição dos Montes | Nossa Senhora da Conceição    | Não      |            |            |             |                  | Diocese de Palmares              | [ 103 ]         |
|        | Pesqueira             | Catedral Santa Águeda                          | Santa Águeda                  | Não      |            |            |             |                  | Diocese de Pesqueira             | [ 104 ]         |
|        | Petrolina             | Catedral Sagrado Coração de Jesus e Cristo Rei | Sagrado Coração de Jesus      | Não      |            |            | 1929        | neogótico        | Diocese de Petrolina             | [ 105 ]         |
|        | Salgueiro             | Catedral de Santo Antônio                      | Santo Antônio de Lisboa       | Não      |            |            |             |                  | Diocese de Salgueiro             | [ 106 ] [ 107 ] |

### Piauí
| Imagem | Cidade              | Nome                                           | Dedicação                         | Basílica | Construção | Construção | Inauguração | Estilo dominante | Diocese                          | Ref.            |
| Imagem | Cidade              | Nome                                           | Dedicação                         | Basílica | Início     | Final      | Inauguração | Estilo dominante | Diocese                          | Ref.            |
| ------ | ------------------- | ---------------------------------------------- | --------------------------------- | -------- | ---------- | ---------- | ----------- | ---------------- | -------------------------------- | --------------- |
|        | Teresina            | Catedral Metropolitana Nossa Senhora das Dores | Nossa Senhora das Dores           | Não      | 1865       | 1871       | 1867        | neoclássica      | Arquidiocese de Teresina         | [ 108 ] [ 109 ] |
|        | Campo Maior         | Catedral Santo Antônio                         | Santo Antônio de Pádua            | Não      | 1944       | 1962       | 1962        | eclético         | Diocese de Campo Maior           | [ 110 ] [ 111 ] |
|        | Picos               | Catedral Nossa Senhora dos Remédios            | Nossa Senhora dos Remédios        | Não      | 1847       | 1871       | 1974        | neogótico        | Diocese de Picos                 | [ 112 ]         |
|        | Bom Jesus           | Catedral Nossa Senhora das Mercês              | Nossa Senhora das Mercês          | Não      | 1972       | 1977       | 1977        | contemporâneo    | Diocese de Bom Jesus do Gurgueia | [ 113 ]         |
|        | Parnaíba            | Catedral Nossa Senhora da Graça                | Nossa Senhora Mãe da Divina Graça | Não      | 1770       | 1795       | 1798        | barroco          | Diocese de Parnaíba              | [ 114 ]         |
|        | Oeiras              | Catedral de Nossa Senhora da Vitória           | Nossa Senhora da Vitória          | Não      | 1697       | 1733       | 1733        | maneirista       | Diocese de Oeiras                | [ 115 ]         |
|        | Floriano            | Catedral São Pedro de Alcântara                | São Pedro de Alcântara            | Não      | --         | --         | 1922        | eclético         | Diocese de Floriano              | [ 116 ]         |
|        | São Raimundo Nonato | Catedral São Raimundo                          | São Raimundo Nonato               | Não      | 1874       | 1876       | 1876        | maneirista       | Diocese de São Raimundo Nonato   | [ 117 ]         |

### Rio Grande do Norte
| Imagem | Cidade  | Nome                                                 | Dedicação                     | Basílica | Construção | Construção | Inauguração | Estilo dominante | Diocese               | Ref.            |
| Imagem | Cidade  | Nome                                                 | Dedicação                     | Basílica | Início     | Final      | Inauguração | Estilo dominante | Diocese               | Ref.            |
| ------ | ------- | ---------------------------------------------------- | ----------------------------- | -------- | ---------- | ---------- | ----------- | ---------------- | --------------------- | --------------- |
|        | Caicó   | Catedral Sant’Ana                                    | Santa Ana                     | Não      | 1748       | 1785       | 1785        |                  | Diocese de Caicó      | [ 118 ] [ 119 ] |
|        | Natal   | Catedral Metropolitana Nossa Senhora da Apresentação | Nossa Senhora da Apresentação | Não      | 1973       | 1988       | 1988        | moderno          | Arquidiocese de Natal | [ 120 ] [ 121 ] |
|        | Mossoró | Catedral Santa Luzia                                 | Santa Luzia                   | Não      | 1858       | 1868       | 1868        |                  | Diocese de Mossoró    | [ 122 ] [ 123 ] |

### Sergipe
| Imagem | Cidade   | Nome                                              | Dedicação                  | Basílica | Construção | Construção | Inauguração | Estilo dominante | Diocese                 | Ref.    |
| Imagem | Cidade   | Nome                                              | Dedicação                  | Basílica | Início     | Final      | Inauguração | Estilo dominante | Diocese                 | Ref.    |
| ------ | -------- | ------------------------------------------------- | -------------------------- | -------- | ---------- | ---------- | ----------- | ---------------- | ----------------------- | ------- |
|        | Aracaju  | Catedral Metropolitana Nossa Senhora da Conceição | Nossa Senhora da Conceição | Não      | 1855       | 1862       | 1875        | Neogótico        | Arquidiocese de Aracaju | [ 124 ] |
|        | Propriá  | Catedral Santo Antônio de Pádua                   | Santo Antônio de Pádua     | Não      |            |            |             |                  | Diocese de Propriá      | [ 125 ] |
|        | Estância | Catedral Nossa Senhora de Guadalupe               | Nossa Senhora de Guadalupe | Não      |            |            |             |                  | Diocese de Estância     | [ 126 ] |

## Região Norte

### Acre
| Imagem | Cidade          | Nome                             | Dedicação               | Basílica | Construção | Construção | Inauguração | Estilo dominante | Diocese                    | Ref.            |
| Imagem | Cidade          | Nome                             | Dedicação               | Basílica | Início     | Final      | Inauguração | Estilo dominante | Diocese                    | Ref.            |
| ------ | --------------- | -------------------------------- | ----------------------- | -------- | ---------- | ---------- | ----------- | ---------------- | -------------------------- | --------------- |
|        | Rio Branco      | Catedral Nossa Senhora de Nazaré | Nossa Senhora de Nazaré | Não      | 1949       | 1958       | 1958        | neorromânico     | Diocese de Rio Branco      | [ 127 ] [ 128 ] |
|        | Cruzeiro do Sul | Catedral Nossa Senhora da Glória | Nossa Senhora da Glória | Não      |            |            |             |                  | Diocese de Cruzeiro do Sul | [ 129 ]         |

### Amazonas
| Imagem | Cidade                             | Nome                                                                         | Dedicação                                      | Basílica | Construção | Construção | Inauguração | Estilo dominante | Diocese                             | Ref.            |
| Imagem | Cidade                             | Nome                                                                         | Dedicação                                      | Basílica | Início     | Final      | Inauguração | Estilo dominante | Diocese                             | Ref.            |
| ------ | ---------------------------------- | ---------------------------------------------------------------------------- | ---------------------------------------------- | -------- | ---------- | ---------- | ----------- | ---------------- | ----------------------------------- | --------------- |
|        | Manaus                             | Catedral Metropolitana Nossa Senhora da Conceição                            | Nossa Senhora da Conceição                     | Não      | 1870       | 1878       | 1878        | neoclássico      | Arquidiocese de Manaus              | [ 130 ] [ 131 ] |
| --     | Tabatinga -- São Paulo de Olivença | Catedral Nossa Senhora do Perpétuo Socorro -- Co-Catedral São Paulo Apóstolo | Nossa Senhora do Perpétuo Socorro -- São Paulo | Não      |            |            |             |                  | Diocese do Alto Solimões            | [ 132 ]         |
|        | Coari                              | Catedral Sant’Ana e São Sebastião                                            | Santa Ana e São Sebastião                      | Não      |            |            |             |                  | Diocese de Coari                    | [ 133 ]         |
|        | Parintins                          | Catedral Nossa Senhora do Carmo                                              | Nossa Senhora do Carmo                         | Não      |            |            |             |                  | Diocese de Parintins                | [ 134 ]         |
|        | São Gabriel da Cachoeira           | Catedral São Gabriel                                                         | São Gabriel                                    | Não      |            |            |             |                  | Diocese de São Gabriel da Cachoeira | [ 135 ]         |
|        | Borba                              | Catedral Basílica Santo Antônio de Pádua                                     | Santo Antônio de Pádua                         | Sim      |            |            |             |                  | Diocese de Borba                    | [ 136 ]         |
|        | Itacoatiara                        | Catedral Prelatícia Nossa Senhora do Rosário                                 | Nossa Senhora do Rosário                       | Não      |            |            |             |                  | Prelazia de Itacoatiara             | [ 137 ]         |
|        | Tefé                               | Catedral Prelatícia Santa Teresa                                             | Santa Teresa                                   | Não      |            |            |             |                  | Prelazia de Tefé                    | [ 138 ]         |

### Amapá
| Imagem | Cidade | Nome              | Dedicação | Basílica | Construção | Construção | Inauguração | Estilo dominante | Diocese           | Ref.    |
| Imagem | Cidade | Nome              | Dedicação | Basílica | Início     | Final      | Inauguração | Estilo dominante | Diocese           | Ref.    |
| ------ | ------ | ----------------- | --------- | -------- | ---------- | ---------- | ----------- | ---------------- | ----------------- | ------- |
|        | Macapá | Catedral São José | São José  | Não      | 1996       | 2006       | 2006        | Contemporâneo    | Diocese de Macapá | [ 139 ] |

### Pará
| Imagem | Cidade                | Nome                                            | Dedicação                         | Basílica | Construção | Construção | Inauguração | Estilo dominante     | Diocese                                     | Ref.            |
| Imagem | Cidade                | Nome                                            | Dedicação                         | Basílica | Início     | Final      | Inauguração | Estilo dominante     | Diocese                                     | Ref.            |
| ------ | --------------------- | ----------------------------------------------- | --------------------------------- | -------- | ---------- | ---------- | ----------- | -------------------- | ------------------------------------------- | --------------- |
|        | Belém                 | Catedral Metropolitana Nossa Senhora das Graças | Santa Maria de Belém              | Não      | 1748       | 1774       | 1755        | Neoclássico/ Barroco | Arquidiocese de Belém do Pará               | [ 140 ] [ 141 ] |
|        | Castanhal             | Catedral de Santa Maria Mãe de Deus             | Santa Maria Mãe de Deus           | Não      | 2001       | 2016       | 2016        | Contemporânea        | Diocese de Castanhal                        | [ 142 ]         |
|        | Abaetetuba            | Catedral Nossa Senhora da Conceição             | Nossa Senhora da Conceição        | Não      |            |            |             |                      | Diocese de Abaetetuba                       | [ 143 ]         |
|        | Bragança              | Catedral Nossa Senhora do Rosário               | Nossa Senhora do Rosário          | Não      |            |            |             |                      | Diocese de Bragança do Pará                 | [ 144 ]         |
|        | Conceição do Araguaia | Catedral Nossa Senhora da Conceição             | Nossa Senhora da Conceição        | Não      |            |            |             |                      | Diocese de Santíssima Conceição do Araguaia | [ 145 ]         |
|        | Marabá                | Catedral Nossa Senhora do Perpétuo Socorro      | Nossa Senhora do Perpétuo Socorro | Não      |            |            |             |                      | Diocese de Marabá                           | [ 146 ]         |
|        | Ponta de Pedras       | Catedral Nossa Senhora da Conceição             | Nossa Senhora da Conceição        | Não      |            |            |             |                      | Diocese de Ponta de Pedras                  | [ 147 ]         |
|        | Cametá                | Catedral São João Batista                       | São João Batista                  | Não      |            |            |             |                      | Diocese de Cametá                           | [ 148 ]         |
|        | Soure                 | Catedral Prelatícia Nossa Senhora da Consolação | Nossa Senhora da Consolação       | Não      |            |            |             |                      | Prelazia de Marajó                          | [ 149 ]         |
|        | Santarém              | Catedral de Nossa Senhora da Conceição          | Nossa Senhora da Conceição        | Não      | 1761       | 1881       | 1819        | -                    | Arquidiocese de Santarém                    | [ 150 ]         |
|        | Óbidos                | Catedral de Sant’Ana                            | Santa Ana                         | Não      | 1786       | 1827       | 1827        |                      | Diocese de Óbidos                           | [ 151 ]         |
|        | Altamira              | Catedral Sagrado Coração de Jesus               | Sagrado Coração de Jesus          | Não      |            |            |             |                      | Diocese de Xingu-Altamira                   | [ 152 ]         |
|        | Tucumã                | Catedral Nossa Senhora Aparecida                | Nossa Senhora Aparecida           | Não      |            |            |             |                      | Prelazia de Alto Xingu-Tucumã               | [ 153 ]         |
|        | Itaituba              | Catedral Prelatícia Sant’Ana                    | Santa Ana                         | Não      |            |            |             |                      | Prelazia de Itaituba                        | [ 154 ]         |

### Rondônia
| Imagem | Cidade        | Nome                                            | Dedicação                | Basílica | Construção | Construção      | Inauguração | Estilo dominante | Diocese                     | Ref.            |
| Imagem | Cidade        | Nome                                            | Dedicação                | Basílica | Início     | Final           | Inauguração | Estilo dominante | Diocese                     | Ref.            |
| ------ | ------------- | ----------------------------------------------- | ------------------------ | -------- | ---------- | --------------- | ----------- | ---------------- | --------------------------- | --------------- |
|        | Porto Velho   | Catedral Metropolitana Sagrado Coração de Jesus | Sagrado Coração de Jesus | Não      | 1927       | 1965            | 1958        | Neoclássico      | Arquidiocese de Porto Velho | [ 155 ] [ 156 ] |
|        | Guajará-Mirim | Catedral Nossa Senhora do Seringueiro           | Nossa Senhora            | Não      | 1956       |                 | 1971        |                  | Diocese de Guajará-Mirim    | [ 157 ]         |
|        | Ji-Paraná     | Catedral São João Bosco                         | São João Bosco           | Não      | 2017       | (em construção) |             |                  | Diocese de Ji-Paraná        | [ 158 ]         |

### Roraima
| Imagem | Cidade    | Nome                     | Dedicação       | Basílica | Construção | Construção | Inauguração | Estilo dominante | Diocese            | Ref.            |
| Imagem | Cidade    | Nome                     | Dedicação       | Basílica | Início     | Final      | Inauguração | Estilo dominante | Diocese            | Ref.            |
| ------ | --------- | ------------------------ | --------------- | -------- | ---------- | ---------- | ----------- | ---------------- | ------------------ | --------------- |
|        | Boa Vista | Catedral Cristo Redentor | Cristo Redentor | Não      | 1968       | 1972       | 1972        | moderno          | Diocese de Roraima | [ 159 ] [ 160 ] |

### Tocantins
| Imagem | Cidade                | Nome                                            | Dedicação                         | Basílica | Construção | Construção      | Inauguração | Estilo dominante | Diocese                          | Ref.                    |
| Imagem | Cidade                | Nome                                            | Dedicação                         | Basílica | Início     | Final           | Inauguração | Estilo dominante | Diocese                          | Ref.                    |
| ------ | --------------------- | ----------------------------------------------- | --------------------------------- | -------- | ---------- | --------------- | ----------- | ---------------- | -------------------------------- | ----------------------- |
|        | Porto Nacional        | Catedral Nossa Senhora das Mercês               | Nossa Senhora das Mercês          | Não      | 1894       | 1904            | 1904        | neorromânico     | Diocese de Porto Nacional        | [ 161 ]                 |
|        | Palmas                | Catedral Metropolitana do Divino Espírito Santo | Espírito Santo                    | Não      | 2015       | (em construção) |             | contemporâneo    | Arquidiocese de Palmas           | [ 162 ]                 |
|        | Tocantinópolis        | Catedral Nossa Senhora da Consolação            | Nossa Senhora da Consolação       | Não      |            |                 |             |                  | Diocese de Tocantinópolis        | [ 163 ]                 |
|        | Miracema do Tocantins | Catedral Santa Terezinha do Menino Jesus        | Santa Terezinha do Menino Jesus   | Não      |            |                 |             |                  | Diocese de Miracema do Tocantins | [ 164 ]                 |
|        | Cristalândia          | Catedral Nossa Senhora do Perpétuo Socorro      | Nossa Senhora do Perpétuo Socorro | Não      |            |                 |             |                  | Diocese de Cristalândia          | [ 165 ]                 |
|        | Araguaína             | Catedral Provisória São Sebastião               | São Sebastião                     | Não      |            |                 |             |                  | Diocese de Araguaína             | [ 166 ] [ 167 ] [ 168 ] |

## Região Sudeste

### Espírito Santo
| Imagem | Cidade                  | Nome                                            | Dedicação                | Basílica | Construção | Construção | Inauguração | Estilo dominante | Diocese                                   | Ref.            |
| Imagem | Cidade                  | Nome                                            | Dedicação                | Basílica | Início     | Final      | Inauguração | Estilo dominante | Diocese                                   | Ref.            |
| ------ | ----------------------- | ----------------------------------------------- | ------------------------ | -------- | ---------- | ---------- | ----------- | ---------------- | ----------------------------------------- | --------------- |
|        | Vitória                 | Catedral Metropolitana Nossa Senhora da Vitória | Nossa Senhora da Vitória | Não      | 1920       | 1970       | 1970        | neogótico        | Arquidiocese de Vitória do Espírito Santo | [ 169 ] [ 170 ] |
|        | São Mateus              | Catedral São Mateus                             | São Mateus               | Não      |            |            |             |                  | Diocese de São Mateus                     | [ 171 ]         |
|        | Colatina                | Catedral Sagrado Coração de Jesus               | Sagrado Coração de Jesus | Não      |            |            |             |                  | Diocese de Colatina                       | [ 172 ]         |
|        | Cachoeiro de Itapemirim | Catedral São Pedro                              | São Pedro                | Não      |            |            |             |                  | Diocese de Cachoeiro de Itapemirim        | [ 173 ]         |

### Minas Gerais
| Imagem                | Cidade                       | Nome                                                          | Dedicação                                      | Basílica | Construção | Construção      | Inauguração | Estilo dominante | Diocese                         | Ref.            |
| Imagem                | Cidade                       | Nome                                                          | Dedicação                                      | Basílica | Início     | Final           | Inauguração | Estilo dominante | Diocese                         | Ref.            |
| --------------------- | ---------------------------- | ------------------------------------------------------------- | ---------------------------------------------- | -------- | ---------- | --------------- | ----------- | ---------------- | ------------------------------- | --------------- |
|                       | Belo Horizonte               | Catedral Cristo Rei                                           | Cristo Rei                                     | Não      | 2013       | (em construção) |             | modernismo       | Arquidiocese de Belo Horizonte  | [ 174 ] [ 175 ] |
|                       | Campanha                     | Catedral Santo Antônio                                        | Santo Antônio                                  | Não      | 1787       | 1822            | 1822        | Barroco          | Diocese de Campanha             | [ 176 ] [ 177 ] |
|                       | Caratinga                    | Catedral São João Batista                                     | São João Batista                               | Não      |            |                 |             |                  | Diocese de Caratinga            | [ 178 ]         |
|                       | Almenara                     | Catedral São João Batista                                     | São João Batista                               | Não      |            |                 |             |                  | Diocese de Almenara             | [ 179 ]         |
|                       | Araçuaí                      | Catedral São José                                             | São José                                       | Não      |            |                 |             |                  | Diocese de Araçuaí              | [ 180 ]         |
|                       | Guanhães                     | Catedral São Miguel e Almas                                   | São Miguel                                     | Não      |            |                 |             |                  | Diocese de Guanhães             | [ 181 ]         |
|                       | Teófilo Otoni                | Catedral Nossa Senhora Imaculada Conceição                    | Imaculada Conceição                            | Não      |            |                 |             |                  | Diocese de Teófilo Otoni        | [ 182 ]         |
| —                     | Coronel Fabriciano — Itabira | Co-Catedral São Sebastião — Catedral Nossa Senhora do Rosário | São Sebastião — Nossa Senhora do Rosário       | · — ·    | 1988 —     | 1993 —          | 1993 —      | contemporâneo —  | Diocese de Itabira-Fabriciano   | [ 183 ] [ 184 ] |
|                       | Diamantina                   | Catedral Metropolitana Santo Antônio da Sé                    | Santo Antônio                                  | Não      | 1932       | 1938            | 1938        | neocolonial      | Arquidiocese de Diamantina      | [ 185 ] [ 186 ] |
|                       | Divinópolis                  | Catedral Divino Espírito Santo                                | Divino Espírito Santo — São Francisco de Paula | Não      |            |                 |             |                  | Diocese de Divinópolis          | [ 187 ] [ 188 ] |
|                       | Governador Valadares         | Catedral Santo Antônio de Pádua                               | Santo Antônio de Pádua                         | Não      |            |                 |             |                  | Diocese de Governador Valadares | [ 189 ] [ 190 ] |
|                       | Guaxupé                      | Catedral Nossa Senhora das Dores                              | Nossa Senhora das Dores                        | Não      | 1943       | 1960            | 1960        | contemporâneo    | Diocese de Guaxupé              | [ 191 ]         |
|                       | Ituiutaba                    | Catedral São José                                             | São José                                       | Não      | 1939       | 1959            | 1959        | Neorromânico     | Diocese de Ituiutaba            | [ 192 ]         |
|                       | Juiz de Fora                 | Catedral Metropolitana Santo Antônio                          | Santo Antônio                                  | Não      | 1844       | 1866            | 1866        | neorromânico     | Arquidiocese de Juiz de Fora    | [ 193 ] [ 194 ] |
|                       | Leopoldina                   | Catedral São Sebastião                                        | São Sebastião                                  | Não      | 1928       | 1965            | 1965        | neorromânico     | Diocese de Leopoldina           | [ 195 ] [ 196 ] |
|                       | Luz                          | Catedral Nossa Senhora da Luz                                 | Nossa Senhora da Luz                           | Não      |            |                 |             |                  | Diocese de Luz                  | [ 197 ]         |
|                       | Montes Claros                | Catedral Metropolitana Nossa Senhora Aparecida                | Nossa Senhora Aparecida                        | Não      | 1926       | 1950            | 1950        | neogótico        | Arquidiocese de Montes Claros   | [ 198 ]         |
|                       | Janaúba                      | Catedral Sagrado Coração de Jesus                             | Sagrado Coração de Jesus                       | Não      |            |                 |             |                  | Diocese de Janaúba              | [ 199 ]         |
|                       | Januária                     | Catedral Nossa Senhora das Dores                              | Nossa Senhora das Dores                        | Não      |            |                 |             |                  | Diocese de Januária             | [ 200 ]         |
|                       | Paracatu                     | Catedral Santo Antônio de Pádua                               | Santo Antônio de Pádua                         | Não      |            |                 |             |                  | Diocese de Paracatu             | [ 201 ]         |
|                       | Mariana                      | Catedral Metropolitana Basílica Nossa Senhora da Assunção     | Nossa Senhora da Assunção                      | Sim      | 1711       | 1760            | 1760        | maneirista       | Arquidiocese de Mariana         | [ 202 ] [ 203 ] |
|                       | Oliveira                     | Catedral Nossa Senhora de Oliveira                            | Nossa Senhora de Oliveira                      | Não      |            |                 |             |                  | Diocese de Oliveira             | [ 204 ]         |
|                       | Patos de Minas               | Catedral Santo Antônio de Pádua                               | Santo Antônio de Pádua                         | Não      | 1934       | 1954            | 1954        |                  | Diocese de Patos de Minas       | [ 205 ] [ 206 ] |
|                       | Pouso Alegre                 | Catedral Metropolitana Bom Jesus                              | Senhor Bom Jesus                               | Não      | 1948       | 1980            | 1980        | Neorromânico     | Arquidiocese de Pouso Alegre    | [ 207 ]         |
|                       | São João del-Rei             | Catedral Basílica Nossa Sehora do Pilar                       | Nossa Senhora do Pilar                         | Sim      | 1736       | 1740            | 1740        | Barroco          | Diocese de São João del-Rei     | [ 208 ] [ 209 ] |
| Sete Lagoas cathedral | Sete Lagoas                  | Catedral Santo Antônio                                        | Santo Antônio                                  | Não      |            |                 |             |                  | Diocese de Sete Lagoas          | [ 210 ]         |
|                       | Uberaba                      | Catedral Metropolitana Sagrado Coração de Jesus               | Sagrado Coração de Jesus                       | Não      |            |                 | 1910        | neogótico        | Arquidiocese de Uberaba         | [ 211 ] [ 212 ] |
|                       | Uberlândia                   | Catedral de Santa Teresinha do Menino Jesus e da Sagrada Face | Santa Teresinha do Menino Jesus                | Não      |            |                 |             |                  | Diocese de Uberlândia           | [ 213 ]         |

### Rio de Janeiro
| Imagem | Cidade                          | Nome                                                        | Dedicação                               | Basílica | Construção | Construção | Inauguração | Estilo dominante | Diocese                                         | Ref.            |
| Imagem | Cidade                          | Nome                                                        | Dedicação                               | Basílica | Início     | Final      | Inauguração | Estilo dominante | Diocese                                         | Ref.            |
| ------ | ------------------------------- | ----------------------------------------------------------- | --------------------------------------- | -------- | ---------- | ---------- | ----------- | ---------------- | ----------------------------------------------- | --------------- |
|        | Campos dos Goytacazes           | Catedral Basílica do Santíssimo Salvador                    | Santíssimo Salvador                     | Sim      |            |            | 1935        | Neoclássico      | Diocese de Campos                               | [ 214 ] [ 215 ] |
|        | Niterói                         | Catedral Metropolitana São João Batista                     | São João Batista                        | Não      | 1842       | 1854       | 1854        | Neocolonial      | Arquidiocese de Niterói                         | [ 216 ] [ 217 ] |
|        | Petrópolis                      | Catedral São Pedro de Alcântara                             | São Pedro de Alcântara                  | Não      | 1884       | 1969       | 1969        | Neogótico        | Diocese de Petrópolis                           | [ 218 ] [ 219 ] |
|        | Rio de Janeiro                  | Catedral Metropolitana São Sebastião                        | São Sebastião                           | Não      | 1964       | 1979       | 1972        | Moderno          | Arquidiocese de São Sebastião do Rio de Janeiro | [ 220 ] [ 221 ] |
|        | Nova Friburgo                   | Catedral São João Batista                                   | São João Batista                        | Não      |            |            |             |                  | Diocese de Nova Friburgo                        | [ 222 ]         |
|        | Duque de Caxias                 | Catedral Santo Antônio                                      | Santo Antônio                           | Não      |            |            |             |                  | Diocese de Duque de Caxias                      | [ 223 ]         |
|        | Valença                         | Catedral Nossa Senhora da Glória                            | Nossa Senhora da Glória                 | Não      |            |            |             |                  | Diocese de Valença                              | [ 224 ]         |
|        | Nova Iguaçu                     | Catedral Santo Antônio de Jacutinga                         | Santo Antônio                           | Não      |            |            |             |                  | Diocese de Nova Iguaçu                          | [ 225 ]         |
|        | Itaguaí                         | Catedral São Francisco Xavier                               | São Francisco Xavier                    | Não      |            |            |             |                  | Diocese de Itaguaí                              | [ 226 ]         |
| --     | Barra do Piraí -- Volta Redonda | Catedral Sant’Ana -- Co-Catedral Nossa Senhora da Conceição | Santa Ana -- Nossa Senhora da Conceição | --       |            |            |             |                  | Diocese de Barra do Piraí-Volta Redonda         | [ 227 ] [ 228 ] |

### São Paulo
| Imagem | Cidade                                      | Nome                                                                         | Dedicação                                         | Basílica | Construção | Construção | Inauguração | Estilo dominante                     | Diocese                                                                                 | Ref.                    |
| Imagem | Cidade                                      | Nome                                                                         | Dedicação                                         | Basílica | Início     | Final      | Inauguração | Estilo dominante                     | Diocese                                                                                 | Ref.                    |
| ------ | ------------------------------------------- | ---------------------------------------------------------------------------- | ------------------------------------------------- | -------- | ---------- | ---------- | ----------- | ------------------------------------ | --------------------------------------------------------------------------------------- | ----------------------- |
|        | Aparecida                                   | Catedral Basílica Santuário Nacional de Nossa Senhora da Conceição Aparecida | Nossa Senhora Aparecida                           | Sim      | 1946       | 1980       | 1980        | neorromânico                         | Arquidiocese de Aparecida                                                               | [ 229 ] [ 230 ]         |
|        | Campinas                                    | Catedral Metropolitana Nossa Senhora da Conceição                            | Nossa Senhora da Conceição                        | Não      | 1807       | 1883       | 1883        | neoclássico                          | Arquidiocese de Campinas                                                                | [ 231 ] [ 232 ]         |
|        | Guarulhos                                   | Catedral Nossa Senhora da Conceição                                          | Nossa Senhora da Conceição                        | Não      | 1741       | 1763       | 1763        | barroco                              | Diocese de Guarulhos                                                                    | [ 233 ]                 |
|        | Jaboticabal                                 | Catedral Nossa Senhora do Carmo                                              | Nossa Senhora do Carmo                            | Não      |            |            | 1926        |                                      | Diocese de Jaboticabal                                                                  | [ 234 ]                 |
|        | Jundiaí                                     | Catedral Nossa Senhora do Desterro                                           | Nossa Senhora do Desterro                         | Não      | 1651       | 1886       | 1655        | barroco (original) neogótico (atual) | Diocese de Jundiaí                                                                      | [ 235 ]                 |
|        | Limeira                                     | Catedral de Nossa Senhora das Dores                                          | Nossa Senhora das Dores                           | Não      | 1950       | 1970       | 1970        | neocolonial                          | Diocese de Limeira                                                                      | [ 236 ]                 |
|        | Mogi das Cruzes                             | Catedral Sant'Anna                                                           | Santa Ana                                         | Não      | 1953       | 1968       | 1968        | neorromânico                         | Diocese de Mogi das Cruzes                                                              | [ 237 ]                 |
|        | Marília                                     | Catedral Basílica de São Bento                                               | São Bento                                         | Sim      | 1929       |            |             | neocolonial                          | Diocese de Marília                                                                      | [ 238 ]                 |
|        | Ribeirão Preto                              | Catedral Metropolitana São Sebastião                                         | São Sebastião                                     | Não      | 1904       | 1918       | 1918        | neogótico                            | Arquidiocese de Ribeirão Preto                                                          | [ 239 ] [ 240 ]         |
|        | São Paulo (Distrito de Santo Amaro)         | Catedral Santo Amaro                                                         | Santo Amaro                                       | Não      |            | 1924       | 1924        |                                      | Diocese de Santo Amaro                                                                  | [ 241 ] [ 242 ]         |
|        | Santos                                      | Catedral Nossa Senhora do Rosário                                            | Nossa Senhora do Rosário                          | Não      | 1909       | 1967       | 1924        | neogótico                            | Diocese de Santos                                                                       | [ 243 ] [ 244 ]         |
|        | São Carlos                                  | Catedral São Carlos Borromeu                                                 | São Carlos Borromeu                               | Não      | 1946       | 1970       | 1956        | eclético                             | Diocese de São Carlos                                                                   | [ 245 ]                 |
|        | São Paulo                                   | Catedral Metropolitana Nossa Senhora da Assunção e São Paulo                 | Nossa Senhora da Assunção e São Paulo             | Não      | 1913       | 1967       | 1954        | neogótico                            | Arquidiocese de São Paulo                                                               | [ 246 ] [ 247 ]         |
|        | São Paulo                                   | Catedral Nossa Senhora do Líbano                                             | Nossa Senhora do Líbano                           | Não      |            |            |             |                                      | Eparquia Maronita do Brasil                                                             | [ 248 ]                 |
|        | São Paulo                                   | Catedral Melquita Nossa Senhora do Paraíso                                   | Nossa Senhora do Paraíso                          | Não      |            |            |             |                                      | Eparquia Greco-Melquita Nossa Senhora do Paraíso                                        | [ 249 ]                 |
|        | São Paulo                                   | Catedral Armênia São Gregório Iluminador                                     | São Gregório                                      | Não      |            |            |             |                                      | Exarcado Apostólico para os fiéis de Rito Armênio residentes na América Latina e México | [ 250 ]                 |
|        | São Paulo (Distrito de Campo Limpo)         | Catedral Santuário Sagrada Família                                           | Sagrada Família                                   | Não      |            |            |             |                                      | Diocese de Campo Limpo                                                                  | [ 251 ]                 |
|        | Osasco                                      | Catedral Santo Antônio                                                       | Santo Antônio                                     | Não      |            |            |             |                                      | Diocese de Osasco                                                                       | [ 252 ]                 |
|        | Santo André                                 | Catedral Nossa Senhora do Carmo                                              | Nossa Senhora do Carmo                            | Não      |            |            |             |                                      | Diocese de Santo André                                                                  | [ 253 ]                 |
|        | São Paulo (Distrito de São Miguel Paulista) | Catedral São Miguel Arcanjo                                                  | São Miguel Arcanjo                                | Não      |            |            |             |                                      | Diocese de São Miguel Paulista                                                          | [ 254 ]                 |
|        | Botucatu                                    | Catedral Metropolitana Basílica Sant’Ana                                     | Santa Ana                                         | Sim      |            |            |             |                                      | Arquidiocese de Botucatu                                                                | [ 255 ]                 |
|        | Araçatuba                                   | Catedral Nossa Senhora Aparecida                                             | Nossa Senhora Aparecida                           | Não      |            |            |             |                                      | Diocese de Araçatuba                                                                    | [ 256 ]                 |
|        | Assis                                       | Catedral Sagrado Coração de Jesus e São Francisco de Assis                   | Sagrado Coração de Jesus e São Francisco de Assis | Não      |            |            |             |                                      | Diocese de Assis                                                                        | [ 257 ]                 |
|        | Bauru                                       | Catedral Divino Espírito Santo                                               | Divino Espírito Santo                             | Não      |            |            |             |                                      | Diocese de Bauru                                                                        | [ 258 ]                 |
| -      | Lins - Cafelândia                           | Catedral Santo Antônio - Co-Catedral Santa Isabel da Hungria                 | Santo Antônio - Santa Isabel da Hungria           | -        |            |            |             |                                      | Diocese de Lins                                                                         | [ 259 ] [ 260 ]         |
|        | Ourinhos                                    | Catedral do Senhor Bom Jesus                                                 | Senhor Bom Jesus                                  | Não      |            |            |             |                                      | Diocese de Ourinhos                                                                     | [ 261 ]                 |
|        | Presidente Prudente                         | Catedral São Sebastião                                                       | São Sebastião                                     | Não      |            |            |             |                                      | Diocese de Presidente Prudente                                                          | [ 262 ]                 |
|        | Amparo                                      | Catedral Nossa Senhora do Amparo                                             | Nossa Senhora do Amparo                           | Não      |            |            |             |                                      | Diocese de Amparo                                                                       | [ 263 ]                 |
|        | Bragança Paulista                           | Catedral Nossa Senhora da Conceição                                          | Nossa Senhora da Conceição                        | Não      |            |            |             |                                      | Diocese de Bragança Paulista                                                            | [ 264 ]                 |
|        | Piracicaba                                  | Catedral Santo Antônio de Pádua                                              | Santo Antônio                                     | Não      |            |            |             |                                      | Diocese de Piracicaba                                                                   | [ 265 ]                 |
|        | Barretos                                    | Catedral Divino Espírito Santo                                               | Divino Espírito Santo                             | Não      |            |            |             |                                      | Diocese de Barretos                                                                     | [ 266 ]                 |
|        | Catanduva                                   | Catedral Santuário Nossa Senhora Aparecida                                   | Nossa Senhora Aparecida                           | Não      |            |            |             |                                      | Diocese de Catanduva                                                                    | [ 267 ]                 |
|        | Franca                                      | Catedral Nossa Senhora da Conceição                                          | Nossa Senhora da Conceição                        | Não      |            |            |             |                                      | Diocese de Franca                                                                       | [ 268 ]                 |
|        | Jales                                       | Catedral Nossa Senhora da Assunção                                           | Nossa Senhora da Assunção                         | Não      |            |            |             |                                      | Diocese de Jales                                                                        | [ 269 ]                 |
|        | São João da Boa Vista                       | Catedral São João Batista                                                    | São João Batista                                  | Não      |            |            |             |                                      | Diocese de São João da Boa Vista                                                        | [ 270 ]                 |
|        | Votuporanga                                 | Catedral Nossa Senhora Aparecida                                             | Nossa Senhora Aparecida                           | Não      |            |            |             |                                      | Diocese de Votuporanga                                                                  | [ 271 ]                 |
|        | Caraguatatuba                               | Catedral Divino Espírito Santo                                               | Divino Espírito Santo                             | Não      |            |            |             |                                      | Diocese de Caraguatatuba                                                                | [ 272 ]                 |
|        | Lorena                                      | Catedral Nossa Senhora da Piedade                                            | Nossa Senhora da Piedade                          | Não      |            |            |             |                                      | Diocese de Lorena                                                                       | [ 273 ]                 |
|        | São José dos Campos                         | Catedral de São Dimas                                                        | São Dimas                                         | Não      |            |            |             |                                      | Diocese de São José dos Campos                                                          | [ 274 ]                 |
|        | Taubaté                                     | Catedral São Francisco das Chagas                                            | São Francisco das Chagas                          | Não      |            |            |             |                                      | Diocese de Taubaté                                                                      | [ 275 ]                 |
|        | Sorocaba                                    | Catedral Metropolitana Nossa Senhora da Ponte                                | Nossa Senhora da Ponte                            | Não      |            |            |             |                                      | Arquidiocese de Sorocaba                                                                | [ 276 ] [ 277 ]         |
|        | Itapetininga                                | Catedral Nossa Senhora dos Prazeres                                          | Nossa Senhora dos Prazeres                        | Não      |            |            |             |                                      | Diocese de Itapetininga                                                                 | [ 278 ]                 |
|        | Itapeva                                     | Catedral Sant’Ana                                                            | Santa Ana                                         | Não      |            |            |             |                                      | Diocese de Itapeva                                                                      | [ 279 ]                 |
|        | Jaú                                         | Catedral Nossa Senhora do Patrocínio                                         | Nossa Senhora do Patrocínio                       | Não      | 1853       | 1901       | 1856        | neogótico                            | Diocese de Jaú                                                                          | [ 280 ] [ 281 ] [ 282 ] |

## Região Sul

### Paraná
| Imagem | Cidade                      | Nome                                                                       | Dedicação                                             | Basílica | Construção | Construção      | Inauguração | Estilo dominante | Diocese                                                         | Ref.            |
| Imagem | Cidade                      | Nome                                                                       | Dedicação                                             | Basílica | Início     | Final           | Inauguração | Estilo dominante | Diocese                                                         | Ref.            |
| ------ | --------------------------- | -------------------------------------------------------------------------- | ----------------------------------------------------- | -------- | ---------- | --------------- | ----------- | ---------------- | --------------------------------------------------------------- | --------------- |
|        | Curitiba                    | Catedral Metropolitana Basílica Nossa Senhora da Luz dos Pinhais           | Nossa Senhora da Luz dos Pinhais                      | Sim      | 1876       | 1893            | 1893        | neogótico        | Arquidiocese de Curitiba                                        | [ 283 ] [ 284 ] |
|        | Guarapuava                  | Catedral Nossa Senhora de Belém                                            | Nossa Senhora de Belém                                | Não      | 1999       | (em construção) | 2016        | contemporâneo    | Diocese de Guarapuava                                           | [ 285 ] [ 286 ] |
|        | São José dos Pinhais        | Catedral de São José                                                       | São José                                              | Não      |            |                 |             |                  | Diocese de São José dos Pinhais                                 | [ 287 ]         |
|        | Paranaguá                   | Catedral Nossa Senhora do Rosário                                          | Nossa Senhora do Rosário                              | Não      |            |                 |             |                  | Diocese de Paranaguá                                            | [ 288 ]         |
|        | Ponta Grossa                | Catedral Sant'Ana                                                          | Sant'Ana                                              | Não      | 1978       | 2009            | 2009        | contemporâneo    | Diocese de Ponta Grossa                                         | [ 289 ]         |
|        | União da Vitória            | Catedral Sagrado Coração de Jesus                                          | Sagrado Coração de Jesus                              | Não      |            |                 |             |                  | Diocese de União da Vitória                                     | [ 290 ]         |
|        | Londrina                    | Catedral Metropolitana Sagrado Coração de Jesus                            | Sagrado Coração de Jesus                              | Não      | 1954       | 1972            | 1972        | contemporâneo    | Arquidiocese de Londrina                                        | [ 291 ] [ 292 ] |
|        | Apucarana                   | Catedral Basílica Menor Nossa Senhora de Lourdes                           | Nossa Senhora de Lourdes                              | Sim      | 1949       | 1965            | 1965        | barroco          | Diocese de Apucarana                                            | [ 293 ]         |
|        | Cornélio Procópio           | Catedral Cristo Rei                                                        | Cristo Rei                                            | Não      |            |                 |             |                  | Diocese de Cornélio Procópio                                    | [ 294 ]         |
|        | Jacarezinho                 | Catedral Nossa Senhora da Conceição e São Sebastião                        | Nossa Senhora da Conceição São Sebastião              | Não      |            |                 |             |                  | Diocese de Jacarezinho                                          | [ 295 ]         |
|        | Maringá                     | Catedral Metropolitana Basílica Nossa Senhora da Glória                    | Nossa Senhora da Glória                               | Sim      | 1959       | 1972            | 1972        | moderno          | Arquidiocese de Maringá                                         | [ 296 ] [ 297 ] |
|        | Campo Mourão                | Catedral São José                                                          | São José                                              | Não      |            |                 |             |                  | Diocese de Campo Mourão                                         | [ 298 ]         |
|        | Paranavaí                   | Catedral Maria Mãe da Igreja                                               | Mãe da Igreja                                         | Não      |            |                 |             |                  | Diocese de Paranavaí                                            | [ 299 ]         |
|        | Umuarama                    | Catedral Divino Espírito Santo                                             | Espírito Santo                                        | Não      |            |                 |             |                  | Diocese de Umuarama                                             | [ 300 ]         |
|        | Cascavel                    | Catedral Metropolitana Nossa Senhora Aparecida                             | Nossa Senhora Aparecida                               | Não      | 1966       | 1976            | 1976        | contemporâneo    | Arquidiocese de Cascavel                                        | [ 301 ] [ 302 ] |
|        | Toledo                      | Catedral Cristo Rei                                                        | Cristo Rei                                            | Não      | 1975       | 1985            | 1985        | contemporâneo    | Diocese de Toledo                                               | [ 303 ]         |
|        | Foz do Iguaçu               | Catedral de Nossa Senhora de Guadalupe                                     | Nossa Senhora de Guadalupe                            | Não      | 2004       | (em construção) |             | contemporâneo    | Diocese de Foz do Iguaçu                                        | [ 304 ]         |
| --     | Palmas -- Francisco Beltrão | Catedral Senhor Bom Jesus da Coluna -- Co-Catedral Nossa Senhora da Glória | Senhor Bom Jesus da Coluna -- Nossa Senhora da Glória | --       |            |                 |             |                  | Diocese de Palmas-Francisco Beltrão                             | [ 305 ] [ 306 ] |
|        | Curitiba                    | Catedral Ucraniana São João Batista                                        | São João Batista                                      | Não      |            |                 |             |                  | Arquieparquia de São João Batista em Curitiba dos Ucranianos    | [ 307 ]         |
|        | Prudentópolis               | Catedral Ucraniana Imaculada Conceição                                     | Imaculada Conceição                                   | Não      |            |                 |             |                  | Eparquia da Imaculada Conceição em Prudentópolis dos Ucranianos | [ 308 ]         |

### Rio Grande do Sul
| Imagem | Cidade               | Nome                                               | Dedicação                            | Basílica | Construção | Construção | Inauguração | Estilo dominante  | Diocese                         | Ref.            |
| Imagem | Cidade               | Nome                                               | Dedicação                            | Basílica | Início     | Final      | Inauguração | Estilo dominante  | Diocese                         | Ref.            |
| ------ | -------------------- | -------------------------------------------------- | ------------------------------------ | -------- | ---------- | ---------- | ----------- | ----------------- | ------------------------------- | --------------- |
|        | Porto Alegre         | Catedral Metropolitana Nossa Senhora Madre de Deus | Madre de Deus                        | Não      | 1929       | 1986       | 1986        | neorrenascentista | Arquidiocese de Porto Alegre    | [ 309 ] [ 310 ] |
|        | Caxias do Sul        | Catedral Santa Teresa d’Ávila                      | Santa Teresa                         | Não      | 1895       | 1899       | 1899        | neogótico         | Diocese de Caxias do Sul        | [ 311 ] [ 312 ] |
|        | Novo Hamburgo        | Catedral Basílica São Luís Gonzaga                 | São Luís Gonzaga                     | Sim      | 1924       | 1954       | 1954        |                   | Diocese de Novo Hamburgo        | [ 313 ]         |
|        | Osório               | Catedral Nossa Senhora da Conceição                | Nossa Senhora da Conceição           | Não      |            |            |             |                   | Diocese de Osório               | [ 314 ]         |
|        | Montenegro           | Catedral de São João Batista                       | São João Batista                     | Não      |            |            |             |                   | Diocese de Montenegro           | [ 315 ]         |
|        | Pelotas              | Catedral Metropolitana São Francisco de Paula      | São Francisco de Paula               | Não      |            |            |             |                   | Arquidiocese de Pelotas         | [ 316 ]         |
|        | Bagé                 | Catedral São Sebastião                             | São Sebastião                        | Não      |            |            |             |                   | Diocese de Bagé                 | [ 317 ]         |
|        | Santa Maria          | Catedral Nossa Senhora da Imaculada Conceição      | Nossa Senhora da Imaculada Conceição | Não      | 1902       | 1909       | 1909        | eclético          | Arquidiocese de Santa Maria     | [ 318 ]         |
|        | Rio Grande           | Catedral São Pedro                                 | São Pedro                            | Não      | 1755       |            |             | barroco           | Diocese de Rio Grande           | [ 319 ] [ 320 ] |
|        | Uruguaiana           | Catedral Senhora Sant’Ana                          | Santa Ana                            | Não      |            |            |             |                   | Diocese de Uruguaiana           | [ 321 ]         |
|        | Santa Cruz do Sul    | Catedral São João Batista                          | São João Batista                     | Não      | 1928       | 1977       | 1939        | neogótico         | Diocese de Santa Cruz do Sul    | [ 322 ] [ 323 ] |
|        | Santo Ângelo         | Catedral Angelopolitana                            | Santo Anjo da Guarda                 | Não      | 1929       | 1971       | 1971        |                   | Diocese de Santo Ângelo         | [ 324 ]         |
|        | Cruz Alta            | Catedral Divino Espírito Santo                     | Divino Espírito Santo                | Não      |            |            |             |                   | Diocese de Cruz Alta            | [ 325 ]         |
|        | Cachoeira do Sul     | Catedral Nossa Senhora da Conceição                | Nossa Senhora da Conceição           | Não      | 1793       | 1799       | 1799        | neoclássico       | Diocese de Cachoeira do Sul     | [ 326 ]         |
|        | Passo Fundo          | Catedral Metropolitana Nossa Senhora Aparecida     | Nossa Senhora Aparecida              | Não      |            |            |             |                   | Arquidiocese de Passo Fundo     | [ 327 ]         |
|        | Vacaria              | Catedral Nossa Senhora da Oliveira                 | Nossa Senhora da Oliveira            | Não      |            |            |             |                   | Diocese de Vacaria              | [ 328 ]         |
|        | Frederico Westphalen | Catedral Santo Antônio                             | Santo Antônio                        | Não      |            |            |             |                   | Diocese de Frederico Westphalen | [ 329 ]         |
|        | Erechim              | Catedral São José                                  | São José                             | Não      |            |            |             |                   | Diocese de Erechim              | [ 330 ]         |

### Santa Catarina
| Imagem | Cidade        | Nome                                                                            | Dedicação                       | Basílica | Construção | Construção | Inauguração | Estilo dominante                    | Diocese                       | Ref.            |
| Imagem | Cidade        | Nome                                                                            | Dedicação                       | Basílica | Início     | Final      | Inauguração | Estilo dominante                    | Diocese                       | Ref.            |
| ------ | ------------- | ------------------------------------------------------------------------------- | ------------------------------- | -------- | ---------- | ---------- | ----------- | ----------------------------------- | ----------------------------- | --------------- |
|        | Blumenau      | Catedral São Paulo Apóstolo                                                     | São Paulo                       | Não      | 1953       | 1968       | 1968        |                                     | Diocese de Blumenau           | [ 331 ]         |
|        | Criciúma      | Catedral São José                                                               | São José                        | Não      | 1907       | 1917       | 1917        | neorromânico                        | Diocese de Criciúma           | [ 332 ]         |
|        | Florianópolis | Catedral Metropolitana Nossa Senhora do Desterro e Santa Catarina de Alexandria | Nossa Senhora do Desterro       | Não      | 1753       | 1773       | 1773        | Barroco (original) Eclético (atual) | Arquidiocese de Florianópolis | [ 333 ] [ 334 ] |
|        | Lages         | Catedral Nossa Senhora dos Prazeres                                             | Nossa Senhora dos Prazeres      | Não      |            |            |             |                                     | Diocese de Lages              | [ 335 ]         |
|        | Joinville     | Catedral São Francisco Xavier                                                   | São Francisco Xavier            | Não      |            |            |             |                                     | Diocese de Joinville          | [ 336 ]         |
|        | Tubarão       | Catedral Nossa Senhora da Piedade                                               | Nossa Senhora da Piedade        | Não      |            |            |             |                                     | Diocese de Tubarão            | [ 337 ]         |
|        | Chapecó       | Catedral Santo Antônio de Pádua                                                 | Santo Antônio de Pádua          | Não      |            |            |             |                                     | Diocese de Chapeco            | [ 338 ]         |
|        | Caçador       | Catedral São Francisco de Assis                                                 | São Francisco de Assis          | Não      |            |            |             |                                     | Diocese de Caçador            | [ 339 ]         |
|        | Rio do Sul    | Catedral São João Batista                                                       | São João Batista                | Não      |            |            |             |                                     | Diocese de Rio do Sul         | [ 340 ]         |
|        | Joaçaba       | Catedral Santa Terezinha do Menino Jesus                                        | Santa Terezinha do Menino Jesus | Não      |            |            |             |                                     | Diocese de Joaçaba            | [ 341 ]         |